# Alberto Gilardino
Alberto Gilardino (Biella, 5 de julho de 1982) é um técnico e ex-futebolista italiano que atuava como atacante. Atualmente comanda o Pisa, clube da Serie A.
Artilheiro nato, foi um centroavante clássico e no início da carreira chegou a ser comparado a Filippo Inzaghi devido a seu oportunismo e faro de gol. Gilardino atualmente detém o recorde de ser o décimo jogador mais jovem a marcar 100 gols na Serie A, um feito que ele conseguiu aos 26 anos e 105 dias. Com 188 gols na Serie A, Gilardino está atualmente entre os 10 maiores artilheiros de todos os tempos da história da Série A. Sua marca registrada nas comemorações de gol era se ajoelhar e tocar um violino imaginário.
Gilardino jogou por vários clubes italianos ao longo de sua carreira. Ganhou destaque no Parma devido ao seus gols, e em 2005 foi para o Milan. Pelos rossoneri ganhou uma Liga dos Campeões da UEFA, uma Supercopa da UEFA e um Mundial de Clubes. Também jogou pelo clube chinês Guangzhou Evergrande, com quem conquistou a Super Liga Chinesa de 2014.
Gilardino representou a Seleção Italiana nos níveis sub-19, sub-20, sub-21 e principal. Gilardino fez parte da equipe que venceu o Campeonato Europeu Sub-21 de 2004, onde foi o artilheiro do torneio. Mais tarde naquele ano, também ganhou uma medalha de bronze com a Itália nos Jogos Olímpicos de Verão de 2004. É o maior artilheiro da Seleção Italiana Sub-21, com 19 gols em 30 jogos. Na Seleção principal, fez parte da equipe campeã da Copa do Mundo de 2006 e também participou da Copa das Confederações de 2009, da Copa do Mundo de 2010 e da Copa das Confederações de 2013, onde conquistou a medalha de bronze.

## Carreira

### Primeiros anos
Gilardino iniciou sua carreira no Piacenza, estreando profissionalmente com apenas dezessete anos, contra o Milan, em 6 de janeiro de 2000. Nessa temporada, disputou dezessete partidas, marcando três gols. Apesar disso, não teve como evitar o rebaixamento da equipe.
Gila, como é conhecido pela imprensa italiana e internacional, acabou se transferindo para o Verona, onde permaneceu por duas temporadas, marcando seis gols em quarenta e uma partidas.

### Parma
Por conta de seu bom desempenho no Verona, apesar do baixo número de gols, foi contratado pelo Parma, a pedido de Cesare Prandelli, que o treinou nos Gialloblu. Em sua primeira temporada, acabou marcando apenas cinco gols em vinte e seis partidas. Na segunda temporada, Gilardino "engrenou", sendo o destaque da equipe ao lado do brasileiro Adriano, marcando vinte e seis gols em quarenta partidas. Pela Serie A, com seus vinte e três gols, acabou com a vice-artilharia. Por conta do seu desempenho, a diretoria do Parma acabou renovando seu contrato até junho de 2007. Na temporada seguinte, acabou repetindo o feito pela Serie A, sendo novamente vice-artilheiro.

### Milan
Seu desempenho no Parma acabou chamando a atenção dos grandes clubes europeus. Então, em 15 de julho de 2005, acabou se transferindo para o Milan, que pagou 24 milhões de euros pelo seu passe. Em sua primeira temporada, não teve o mesmo desempenho do Parma, mas o suficiente para impressionar, por ser sua primeira temporada no clube. Apesar de não conseguir destaque nas partidas europeias, Gilardino foi um dos responsáveis pela vitória por 3 a 0 sobre o Manchester United nas semifinais da Liga dos Campeões da UEFA. Na final, acabou sendo reserva, entrando nos dois minutos finais, substituindo Filippo Inzaghi (autor dos gols do título). No nacional, marcou apenas doze gols, mas sendo o artilheiro da equipe.

### Fiorentina
Após muitas especulações por conta de uma transferência, devido a não ser mais titular da equipe do Milan e desempenhar o seu brilhante futebol da época do Parma, em 25 de maio de 2008, o diretor esportivo da Fiorentina, Pantaleo Corvino, acabou anunciando a contratação do atacante, sendo três dias depois, confirmado oficialmente. A Viola pagou 15 milhões de euros, firmando um contrato de cinco anos. Sua estreia na Serie A, aconteceu contra a Juventus de Turim, onde também marcou seu primeiro tento no campeonato, mas não impediu o empate em 1 a 1. Apesar de não se destacar nas partidas europeias pelo Milan, na Fiorentina conseguiu. Na fase de grupos, marcou dois tentos contra o Lyon, mas o clube francês acabou reagindo e empatando (2 a 2). Ainda marcou mais três tentos na Liga, sendo um na pré-Liga. Na Serie A, anotou dezenove gols, sendo vinte e cinco no total pelo clube. Com isso, além de virar ídolo da torcida de Florença, foi um dos principais marcadores da temporada.

### Genoa
Após três anos e meio defendendo a Fiorentina, acertou sua transferência em 3 de janeiro de 2012 para o Genoa por 8 milhões de euros.

### Bologna
Acertou com o Bologna por empréstimo junto ao Genoa no dia 31 de agosto de 2012.

### O Retorno ao Genoa
Após a temporada em Bolonha, onde ele conseguiu salvar seu time graças aos seus 13 golos, voltou a Gênova, declarado intransferível pelo presidente Enrico Preziosi, a pedido do ex-meio-campista Fabio Liverani que recentemente se tornou o novo treinador rossoblù. Ele marcou seu primeiro gol da temporada em 17 de agosto contra o Spezia na Copa da Itália, na derrota nos pênaltis depois de um empate 2-2 no tempo regulamentar. Ele fez sua estreia no campeonato na derrota 0-2 no San Siro contra o Inter e marcou seu primeiro gol da temporada na Serie A no domingo seguinte, na derrota em casa 2-5 contra a Fiorentina.

### A Aventura na China
No final de seu contrato com o Genoa, Gilardino aceitou a proposta do Guangzhou Evergrande da China, jogando com seu ex-companheiro de time Alessandro Diamanti. O clube chinês firmou um acordo de duas temporadas, tendo Gilardino chegado de graça para o time atual campeão chinês.

### Seleção Italiana
Gilardino esteve presente nas Olimpíadas de 2004, onde a Azzurra conquistou a medalha de bronze. No mesmo ano, também disputou o Campeonato Europeu Sub-21, sendo campeão e artilheiro do torneio. Com isso, virou o maior artilheiro da história da equipe sub-21 italiana, garantindo também, sua vaga na equipe principal.
Acabou sendo convocado para a disputa da Copa do Mundo de 2006, participando das duas primeiras partidas, marcando um gol contra os Estados Unidos. No torneio, ainda participou da partida nas semifinais contra a Alemanha, dando um passe para o gol de Alessandro Del Piero.
Em 17 de outubro de 2007, Gilardino assumiu a primeira vez a braçadeira de capitão da seleção, após Daniele De Rossi ser substituído durante a vitória da Itália sobre a África do Sul por 2 a 0. Acabou não sendo mais convocado por Roberto Donadoni, voltando apenas em 20 de agosto de 2008, contra a Áustria, primeira partida na volta de Marcello Lippi ao comando da equipe.
Enquanto Lippi esteve novamente no comando da seleção italiana, participou das vergonhosas campanhas na Copa das Confederações de 2009 e na Copa do Mundo de 2010, onde a então atual campeã do mundo não conseguiu passar da fase de grupos. Gilardino, que disputou duas partidas em cada torneio, não marcou. Com Cesare Prandelli, continuou sendo convocado, sendo, inclusive, capitão em uma partida. Após lesão do titular Balotelli, Gilardino começou jogando a semifinal da Copa das Confederações de 2013 contra a Espanha na Arena Castelão, em Fortaleza, capital do Ceará, partida em que a seleção espanhola venceu nos pênaltis.

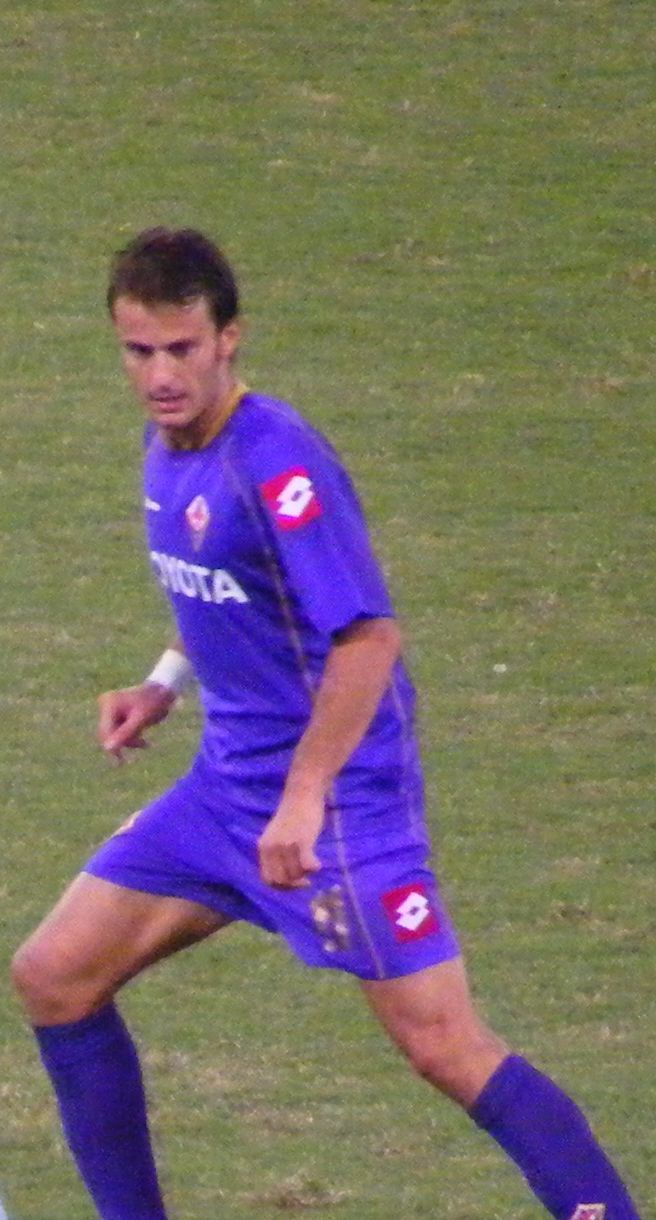
Gilardino durante partida contra a Lazio.

#### Gols internacionais
| #   | Data                   | Local                    | Oponente       | Gols nº | Resultado | Competição                             |
| --- | ---------------------- | ------------------------ | -------------- | ------- | --------- | -------------------------------------- |
| 1.  | 13 de Outubro de 2004  | Palermo, Itália          | Bielorrússia   | 4–3     | Vitória   | Eliminatórias da Copa do Mundo de 2006 |
| 2.  | 9 de Fevereiro de 2005 | Cagliari, Itália         | Rússia         | 2–0     | Vitória   | Amistoso                               |
| 3.  | 17 de Agosto de 2005   | Dublin, Irlanda          | Irlanda        | 1–2     | Vitória   | Amistoso                               |
| 4.  | 12 de Outubro de 2005  | Lecce, Itália            | Moldávia       | 2–1     | Vitória   | Eliminatórias da Copa do Mundo de 2006 |
| 5.  | 12 de Novembro de 2005 | Amsterdã, Países Baixos  | Países Baixos  | 1–2     | Vitória   | Amistoso                               |
| 6.  | 1 de Março de 2006     | Florença, Itália         | Alemanha       | 4–1     | Vitória   | Amistoso                               |
| 7.  | 30 de Abril de 2006    | Geneva, Suíça            | Suíça          | 1–1     | Empate    | Amistoso                               |
| 8.  | 17 de Junho de 2006    | Kaiserslautern, Alemanha | Estados Unidos | 1–1     | Empate    | Copa do Mundo de 2006                  |
| 9.  | 6 de Setembro de 2006  | Saint-Denis, França      | França         | 1–3     | Derrota   | Eliminatórias da Eurocopa de 2008      |
| 10. | 20 de Agosto de 2008   | Nice, França             | Áustria        | 2–2     | Empate    | Amistoso                               |
| 11. | 10 de Junho de 2009    | Pretória, África do Sul  | Nova Zelândia  | 4–3     | Vitória   | Amistoso                               |
| 12. | 10 de Junho de 2009    | Pretória, África do Sul  | Nova Zelândia  | 4–3     | Vitória   | Amistoso                               |
| 13. | 10 de Outubro de 2009  | Dublin, Irlanda          | Irlanda        | 2–2     | Empate    | Eliminatórias da Copa do Mundo de 2010 |
| 14. | 14 de Outubro de 2009  | Parma, Itália            | Chipre         | 3–2     | Vitória   | Eliminatórias da Copa do Mundo de 2010 |
| 15. | 14 de Outubro de 2009  | Parma, Itália            | Chipre         | 3–2     | Vitória   | Eliminatórias da Copa do Mundo de 2010 |
| 16. | 14 de Outubro de 2009  | Parma, Itália            | Chipre         | 3–2     | Vitória   | Eliminatórias da Copa do Mundo de 2010 |
| 17. | 7 de Setembro de 2010  | Florença, Itália         | Ilhas Faroé    | 1–0     | Vitória   | Eliminatórias da Eurocopa de 2012      |
| 18. | 31 de Maio de 2013     | Bolonha, Itália          | San Marino     | 4–0     | Vitória   | Amistoso                               |
| 19. | 6 de Setembro de 2013  | Palermo, Itália          | Bulgária       | 1–0     | Vitória   | Eliminatórias da Copa do Mundo de 2014 |

## Títulos
Milan
- Liga dos Campeões da UEFA: 2006–07
- Supercopa Européia: 2007
- Copa do Mundo de Clubes da FIFA: 2007

Guangzhou Evergrande
- Super Liga Chinesa: 2014

Seleção Italiana Sub-21
- Campeonato Europeu Sub-21: 2004

Seleção Italiana Sub-23
- Bronze Olímpico: 2004

Seleção Italiana
- Copa do Mundo: 2006

#### Individuais
- Artilheiro do Campeonato Europeu Sub-21: 2004 (4 gols)
- Melhor Jogador Jovem da Serie A: 2004
- Melhor Jogador da Serie A: 2005
- Futebolista Italiano do Ano: 2005